# Soyuz MS-10

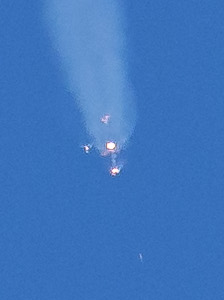
Começa a desintegração do foguete.

Soyuz MS-10 foi uma missão espacial russa e o 139° voo de uma nave Soyuz, abortada pouco depois do lançamento no dia 11 de outubro de 2018, devido a uma falha do propulsor do foguete Soyuz-FG que a transportava. Tinha o objetivo de levar dois membros da Expedição 57 à Estação Espacial Internacional. Poucos minutos após a decolagem, a nave entrou em modo de abortagem de contingência devido a uma falha no propulsor e teve de retornar à Terra. Quando da abortagem da missão, o sistema de escape no lançamento (LES) na ponta do conjunto já havia sido ejetado e a cápsula foi expelida do foguete usando os motores reservas da coifa.
Os dois tripulantes da espaçonave, o comandante russo Aleksei Ovchinin e o engenheiro de voo norte-americano Nick Hague, foram resgatados vivos e ilesos. A abortagem da MS-10 foi a segunda vez em que um foguete tripulado russo sofreu um incidente nos propulsores, 35 anos após a Soyuz T-10-1, que explodiu na base de lançamento em setembro de 1983; naquela ocasião os pilotos também foram expelidos e sobreviveram. No dia 1 de novembro de 2018, os cientistas russos lançaram um vídeo da missão envolvendo o foguete Soyuz-FG, que resultou na destruição do mesmo.

## Tripulação
| Posição             | Cosmo/Astronauta |
| ------------------- | ---------------- |
| Comandante          | Aleksei Ovchinin |
| Engenheiro de voo 1 | Nick Hague       |

Nota:
- O cosmonauta Nikolai Tikhonov foi designado para fazer seu primeiro voo na nave junto com Ovchnin e Hague e integrar a Expedição 57, mas foi removido da tripulação devido aos atrasos para lançar o módulo-laboratório russo Nauka. Essa foi a segunda vez que Tikhonov foi substituído de uma tripulação da ISS por tal razão.[9][10]

## Insígnia
O desenho triangular da insígnia mostra a espaçonave em órbita terrestre. Por trás da superfície azul do planeta, os elementos das bandeiras russa e americana enfatizam o caráter internacional da missão espacial. As três estrelas, parte da bandeira dos Estados Unidos, remetem ao terceiro integrante do voo, Nicolai Tikhonov, excluído dela posteriormente à criação da marca. Ao fundo, no espaço profundo, aparece a silhueta de uma coruja, simbolizando a sapiência científica que as pesquisas a serem feitas na ISS proporcionará. A estação espacial é mostrada em amarelo à esquerda. Ao lado direito da coruja, a Lua simboliza a direção do sonho humano no futuro, via Lua para o espaço profundo. O símbolo da Roskosmos é colocado no topo direito do emblema, com o nome dos tripulantes logo abaixo. No centro da insígnia, o nome da espaçonave.

## Lançamento
Poucos minutos após a decolagem, que ocorreu às 08:40 UTC, a tripulação relatou sentir falta de peso e o controle da missão declarou que o propulsor havia falhado. De acordo com Sergei Krikalev da Roscosmos, a causa primária da falha foi uma colisão ocorrida durante uma separação do primeiro e segundo estágios do foguete. "Um desvio da trajetória padrão ocorreu e aparentemente a parte inferior do foguete desintegrou-se," ele disse. Pouco depois, uma contingência foi declarada e a nave carregando a tripulação realizou uma separação de emergência, retornando à Terra numa trajetória balística, durante a qual a tripulação experimentou "cerca de seis a sete vezes a gravidade da Terra", seguida de um pouso bem sucedido. A abortagem ocorreu a altitude de aproximadamente 50 km; a nave atingiu um apogeu de 93km antes de pousar, 19 minutos e 41 segundos após o lançamento.

### Resgate
As 08:55 UTC (14:55 hora local), a Equipe de Busca e Resgate foi enviada para resgatar a tripulação e a nave, que havia pousado a 402 km da plataforma de lançamento, 20 km ao leste de Dzhezkazgan, no Cazaquistão. Aproximadamente 25 minutos após o acionamento das equipes de resgate, a NASA anunciou estar em contato com Ovchinin e Hague. A NASA TV transmitiu imagens da tripulação passando por testes médicos e aparentemente saudáveis no Aeroporto de Dzhezkazgan às 12:04 UTC. Após liberados, a tripulação retornou ao Cosmódromo de Baikonur para se encontrar com seus familiares antes de irem à Moscou.
Alguns dias depois, Hague e Ovchinin explicaram mais detalhes sobre o incidente. O cosmonauta russo disse que sentiu uma enorme pressão sobre seu corpo durante a reentrada, como se tivessem colocado sobre si um enorme bloco de cimento. Hague relatou que foi sacudido violentamente durante a reentrada anormal.

## Consequências
Em seguida ao voo espacial abortado, o governo russo anunciou que todos os futuros lançamentos da Soyuz estavam suspensos. A Agência Espacial Russa ordenou uma investigação de Estado completa sobre o incidente, e a BBC relatou que uma investigação criminal também era esperada. Poucas semanas antes do lançamento fracassado, outra investigação havia começado para descobrir como um buraco foi perfurado na parede da cápsula Soyuz MS-09 descoberto enquanto ela estava acoplada na Estação Espacial Internacional.
Depois de coletar os destroços do foguete, a Comissão começou sua investigação no dia 15 de outubro de 2018. Inicialmente, suspeitaram que um cabo defeituoso que ligava o propulsor do primeiro estágio fosse o culpado, mas dois dias depois a Comissão concentrou-se na sequência de produção do foguete Soyuz e marcou o final da investigação para o dia 21 de outubro. No dia 18 de outubro, a falha em conectar corretamente o propulsor do primeiro estágio com o núcleo do foguete foi identificada como culpada provável da abortagem. O propulsor lateral provavelmente foi danificado e reconectado ao núcleo durante a separação do estágio. No dia 22 de outubro, o prazo da investigação foi estendido até o dia 30, com o relatório preliminar culpando um botão de separação que falhou em ativar o motor de soltura em um dos propulsores laterais, de forma parecida com uma falha num foguete não tripulado em 1986. No dia 31 de outubro de 2018, a Comissão Governamental liberou um relatório, concluindo que a articulação em formato de bola que suporta o propulsor lateral foi deformada durante a construção e evitou a separação correta do propulsor, enquanto o sensor e o motor de separação teriam sido disparados corretamente.
A tripulação de então na Estação Espacial Internacional podia retornar na cápsula da Soyuz MS-09, mas devido ao tempo útil limite da cápsula da Soyuz de "cerca de 200 dias" em planos existentes, eles teriam de retornar na metade de dezembro. Como a investigação identificou um erro de montagem que não requer alguma mudança material na configuração do Soyuz-FG, a missão tripulada seguinte,Soyuz MS-11, foi programada para ocorrer no dia 3 de dezembro de 2018. Ovchinin e Hague voltaram ao espaço e à ISS cinco meses depois, na Soyuz MS-12, como parte das Expedições 59 e 60, com Ovchinin servindo como comandante da Expedição 60. A MS-12 foi lançada de forma bem sucedida em 14 de março de 2019, realizando a missão que a MS-10 havia abortado.
O módulo foi instalado no exterior do quartel general da Roscosmos. Foi revelado dia 2 de dezembro de 2019.

## Galeria

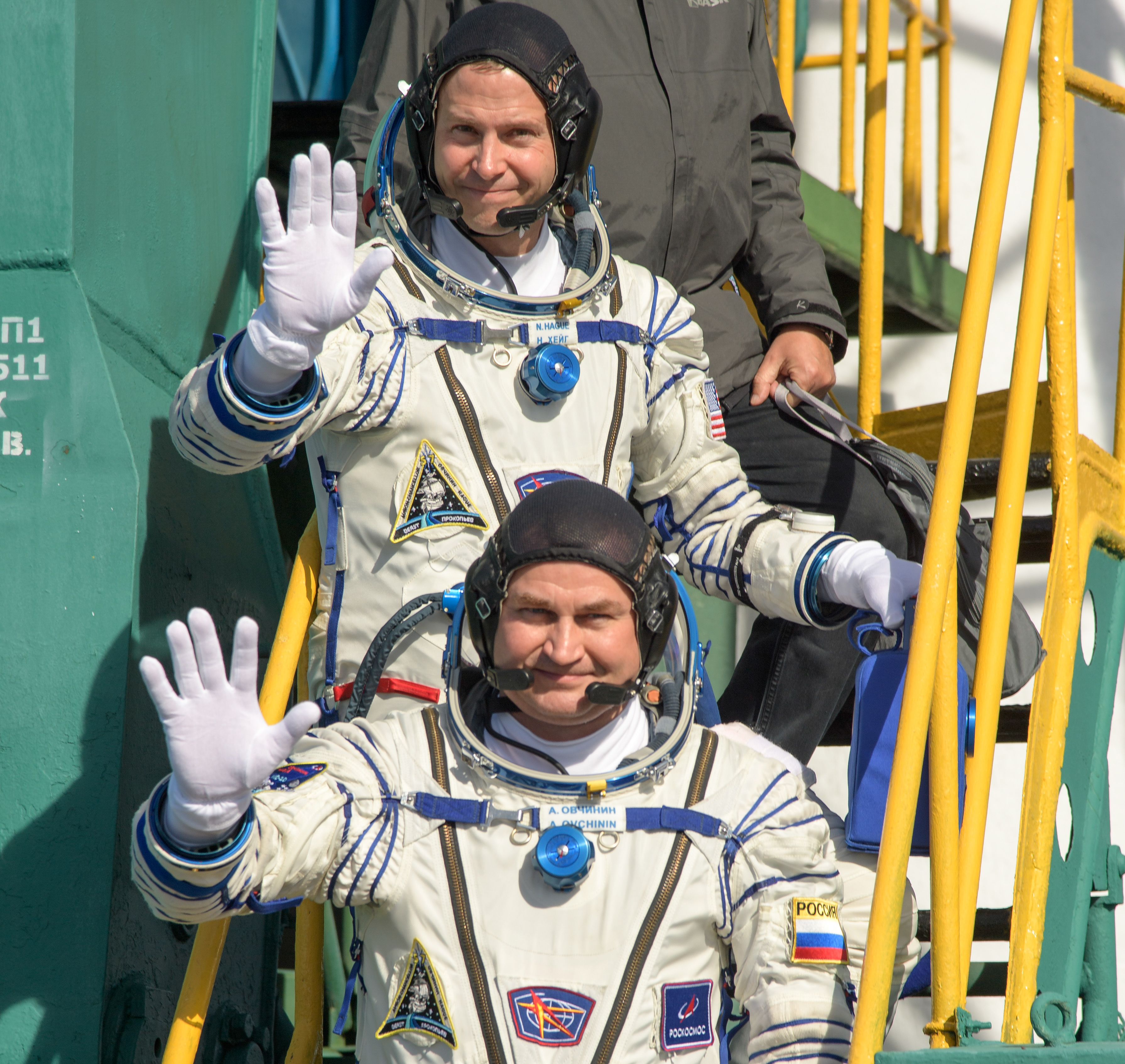
A tripulação se despede na base de lançamento.
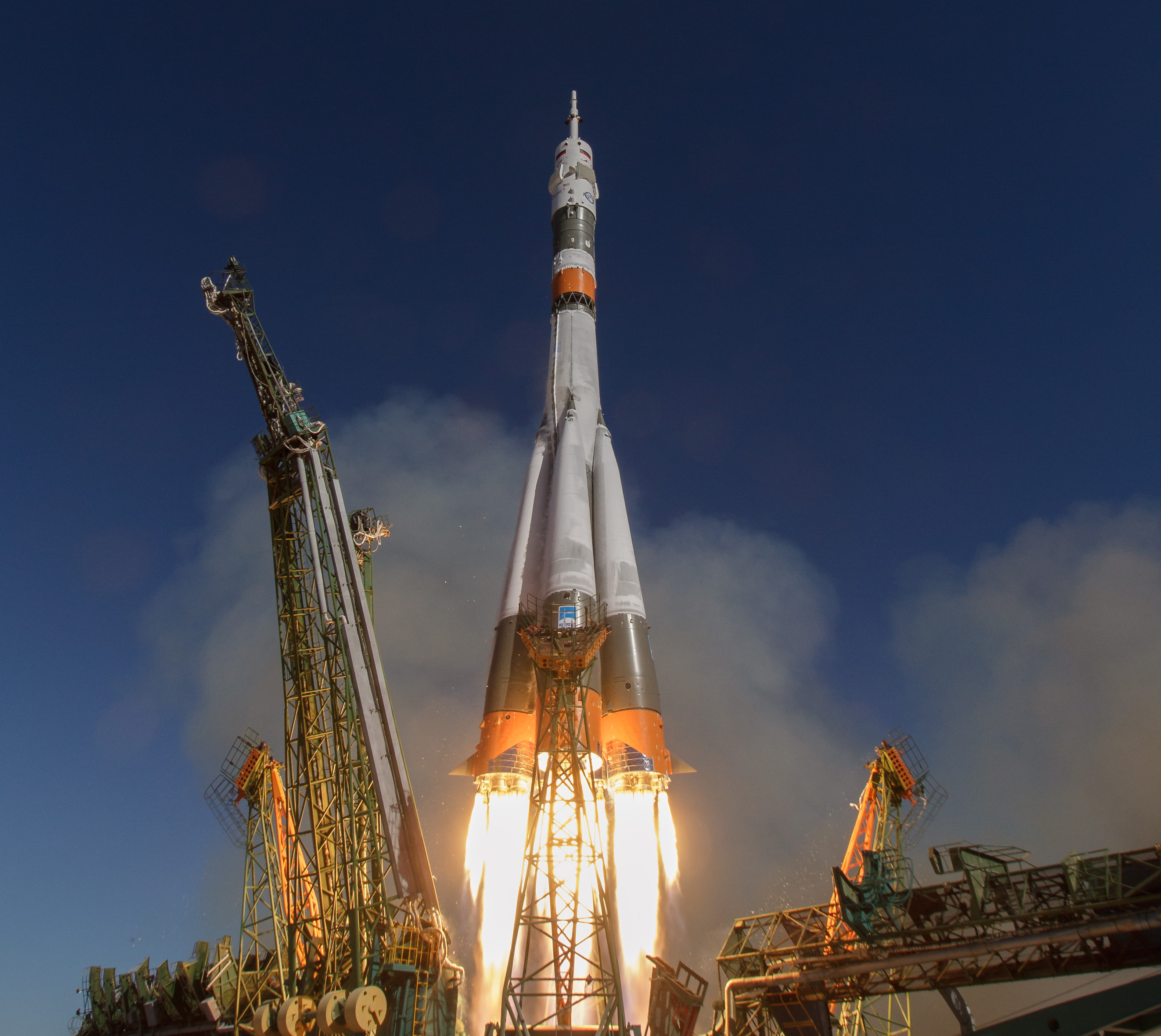
Lançamento em Baikonur.
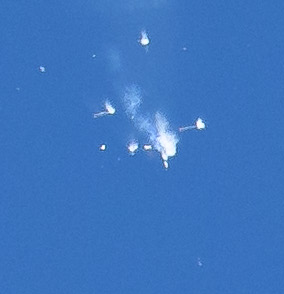
Propulsores explodem após o lançamento e destroços começam a cair.
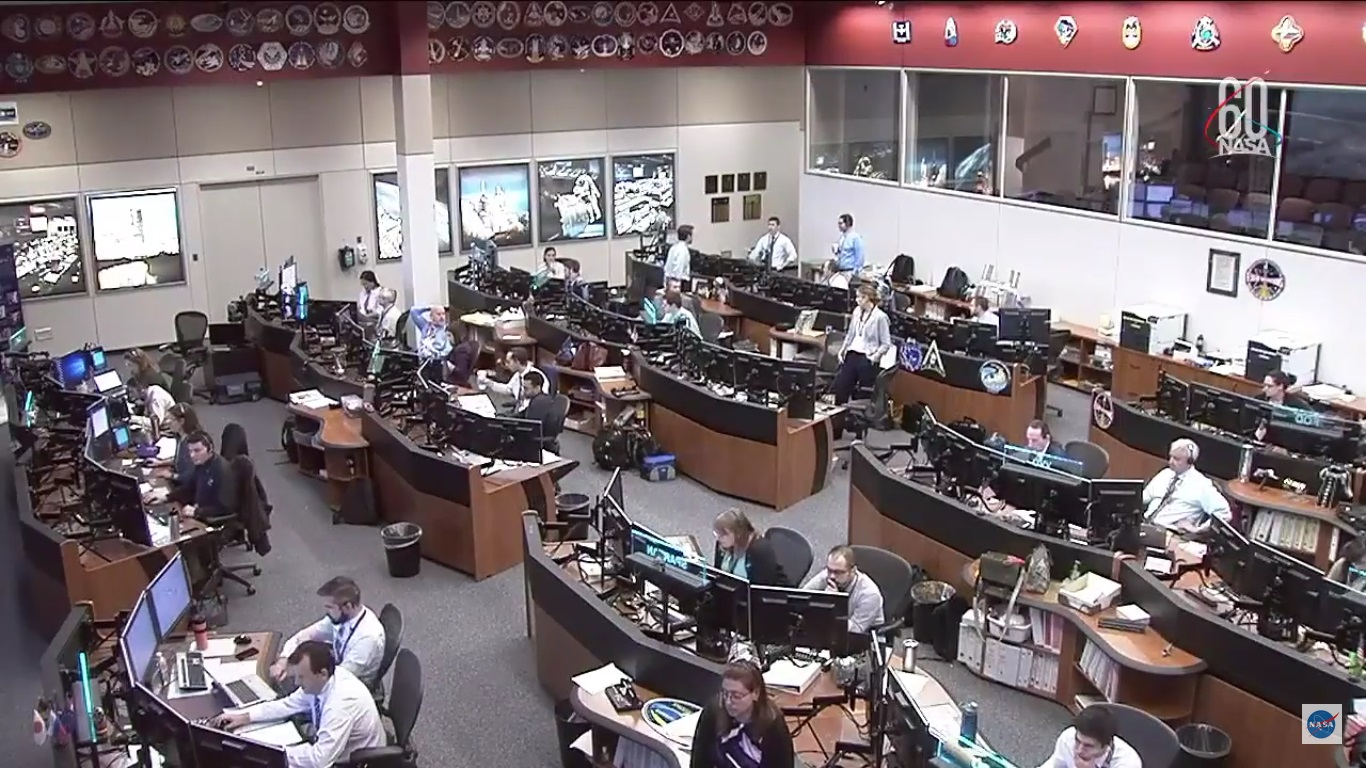
Centro de Controle de Missão em Houston em seguida à abortagem.
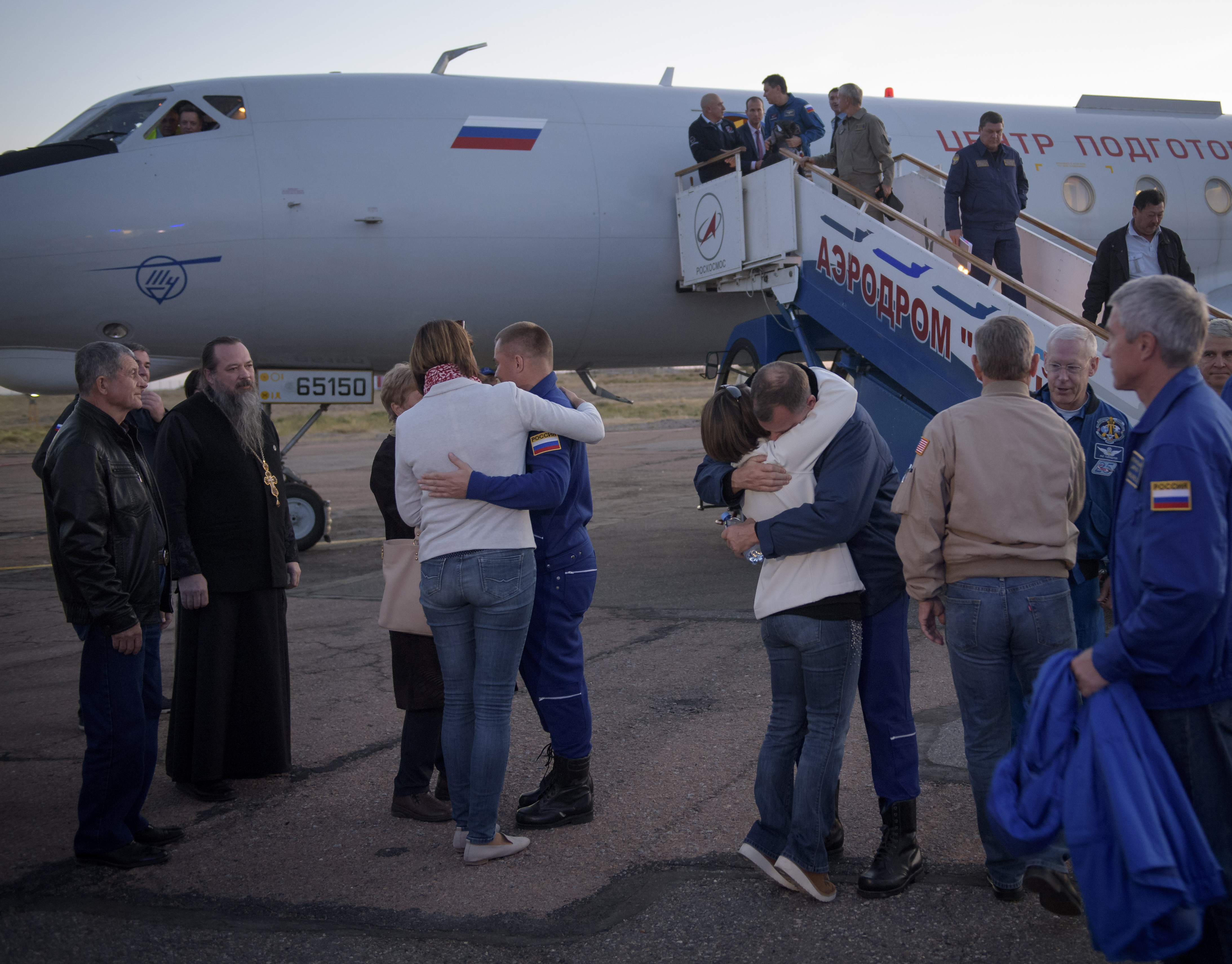
Tripulação recebida por técnicos e pelas famílias após o resgate.
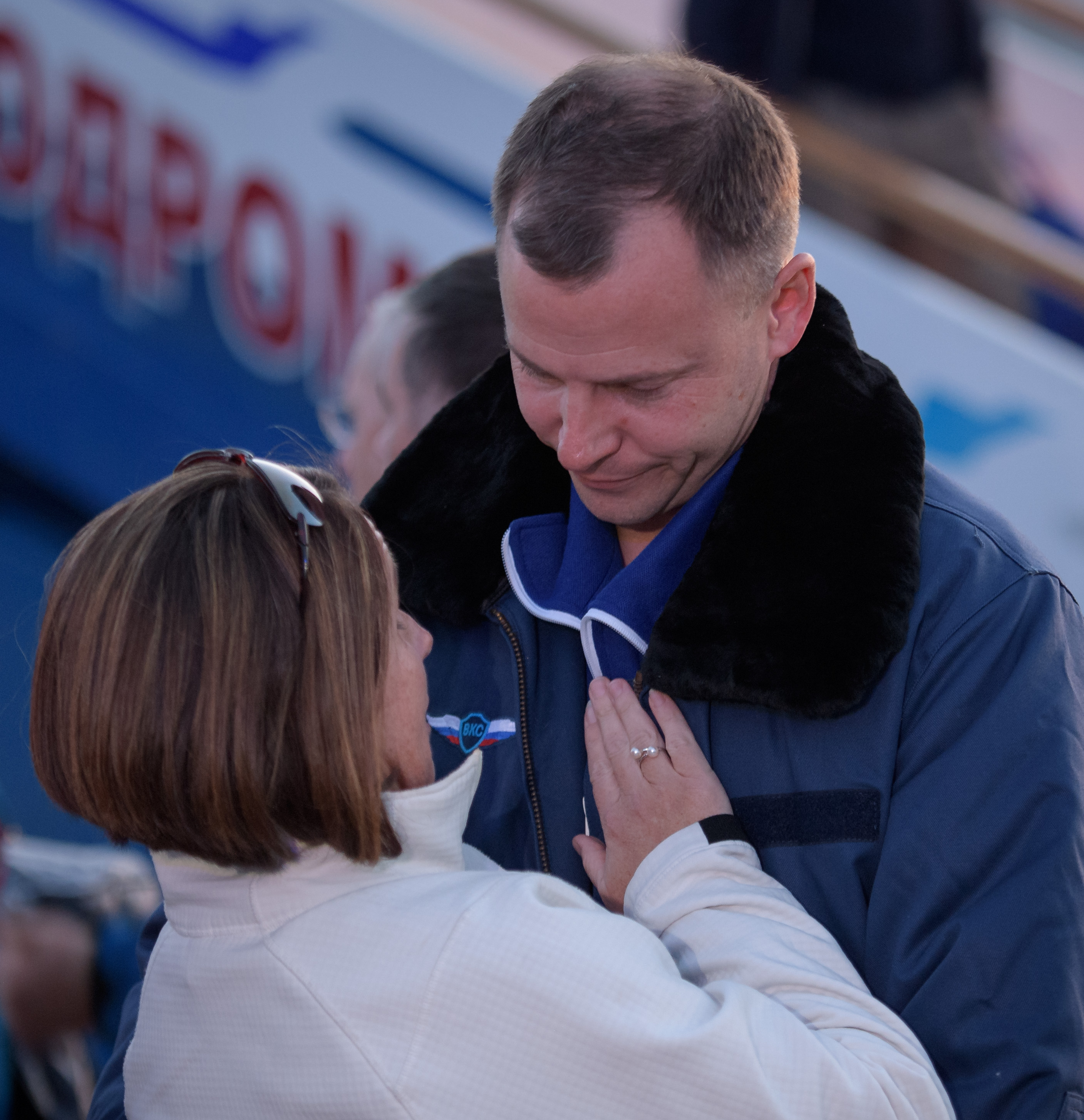
Nick Hague recebido pela esposa Cathy no Aeroporto de Krayniy.